# Welfarm
Welfarm - Protection mondiale des animaux de ferme est une organisation non gouvernementale (ONG). Association à but non lucratif, elle œuvre pour une meilleure prise en compte du bien-être des animaux, à toutes les étapes de leur vie (élevage, transport, abattage).

## Historique
Welfarm - Protection mondiale des animaux de ferme a été fondée 1994 en France, à l’initiative de son président actuel Charles Notin, et du directeur de l’association Ghislain Zuccolo. Appelée à l'époque Protection mondiale des animaux de ferme (PMAF), elle était affiliée à l'ONGI Compassion in World Farming. Les deux entités ont pris leur indépendance en 2009 et la PMAF a changé de nom pour l'actuel officiellement le 19 mai 2016.

## Organisation
Historiquement basée en Moselle, l’association a son siège social à Metz, et emploie à ce jour 23 personnes. Elle agit grâce au soutien de ses 30 000 membres et donateurs, et est gérée par un conseil d’administration composé de huit personnes qui définissent les orientations générales de l’association. Elle compte également un réseau de militants sur le terrain et une ferme refuge et éducative en Meuse, la Hardonnerie.

## Missions

### Campagnes
Les campagnes de Welfarm s’adressent au public, aux acteurs économiques et aux institutions. Menées au niveau national et européen, elles visent à améliorer les conditions d’élevage, de transport et d’abattage des animaux par l’évolution de la réglementation qui encadre les méthodes de productions agro-alimentaires, et par l’information du public sur les réalités de l’élevage moderne.
Elles prennent également la forme de démarches incitatives et de collaborations avec les acteurs de la grande distribution, afin de favoriser la diffusion de produits issus de systèmes d’élevage plus respectueux des animaux, des hommes et de l’environnement.
D’une manière générale, Welfarm apporte son soutien aux démarches agricoles durables intégrant le bien-être animal dans leur définition, et en particulier à l’agriculture biologique et aux signes de qualité tels que le label Rouge.

### Recherche
Le bien-être animal constitue une préoccupation sociale grandissante, tant dans la législation que dans les méthodes de production et les pratiques de consommation. Loin de tout anthropomorphisme, il importe qu’elle s’appuie sur une recherche scientifique solide et indépendante. Welfarm publie régulièrement des dossiers techniques et des rapports scientifiques, s’appuyant sur les travaux universitaires les plus récents dans le domaine de l’éthologie et de la science du bien-être animal.
Par ailleurs, Welfarm dispose d’une expertise en matière de filières et de production animales par un travail d’investigation et de documentation, et mène de nombreuses enquêtes de terrain : transport d’animaux vivants, marchés aux bestiaux, abattoirs, élevage intensif, etc.

### Éducation et formation
Welfarm développe des ressources éducatives (films, exercices, séquences pédagogiques) relatives au règne animal, en lien avec les enseignements de géographie, d’éducation civique ou de biologie. Traitant particulièrement des animaux dans les pratiques agricoles, elles replacent la notion d’être doué de sensibilité dans le cadre des débats éthiques d’aujourd’hui, du commerce équitable au développement durable. 
Welfarm conduit également des actions de formation auprès des institutions chargées de l’application de la réglementation protégeant les animaux (forces de l’ordre, magistrats). Elle collabore notamment avec la gendarmerie nationale sur le thème des longs transports d’animaux vivants, et participe à la formation des gendarmes FREE (Formateurs relais enquêteurs environnement).

## Campagnes notables
- Programme « vigiferme » - site dédié permettant de donner des outils pour identifier des cas de maltraitance sur les animaux de la ferme, afin de pallier le manque d'informations et de décisions unifiées concernant le bien-être des animaux de la ferme[2].
- « Couic » - En février 2017, dans le contexte du Salon de l'Agriculture, l'association a lancé une campagne d'affichage pour la défense des porcelets mâles[3]. Cette action de sensibilisation a pour objectif d'obtenir l'interdiction de la castration à vif des porcelets. Aujourd'hui en France 88 % des porcelets mâles sont castrés [4].

#### Philosophie et concepts
- Droits des animaux
- Bien-être animal

#### Exploitation animale
- Élevage
  - Élevage intensif
  - Abattage
- Euthanasie animale
- Vivisection
- Fourrure
- Animal hoarding
- Zoothérapie